# Аспрен Неаполитанский
Аспрен (лат. Asprenus; ум. ок. 79 года) — святой, первый епископ Неаполя. День памяти — 3 августа.
Святой Аспрен был родом из Неаполя, приходился родственником святой Кандиде. Согласно житию святого Афанасия II Неапольского (кон. IX — нач. X в.) Аспрен был исцелён и крещён святым апостолом Петром, который около 43 года поставил его первым епископом Неаполя. Однако по мнению ряда исследователей наиболее вероятным временем жизни Аспрена является первая половина III века.
В Неаполе имеется храм, освящённый в его честь — Сант-Аспрено-ай-Крочифери. Мощи святого находятся в неаполитанском соборе Святого Януария.